# Julio César Sánchez García
Julio César Sánchez García (La Mesa, Cundinamarca; 13 de julio de 1932-Anapoima, Cundinamarca; 29 de diciembre de 1999) fue un político y ministro colombiano. Fue Alcalde de Bogotá y Ministro de Interior.

## Biografía
Fue abogado en la Universidad Externado de Colombia luego se especializó en economía en Argentina.
Fue político por el Partido Liberal, su carrera política que empezó como activista de izquierda contra el gobierno de Gustavo Rojas Pinilla en las jornadas universitarias del 8 y 9 de junio de 1954. Como representante de las juventudes universitarias fue elegido concejal de Bogotá en 1958. Un año más tarde estaba en la Secretaría de Gobierno de Cundinamarca y luego pasó a ser Secretario de Prensa y Privado del gobierno de Alberto Lleras Camargo. Entre 1966 y 1969, fue secretario de Hacienda del alcalde Virgilio Barco Vargas y luego gerenció la Empresa de Teléfonos de Bogotá y la de Buses Distritales.
En 1976 estrenó curul en la Asamblea de Cundinamarca y dos años después ingresó al Congreso de la República. Primero como Representante a la Cámara y luego como senador. También fue gobernador de Cundinamarca entre 1982 y 1984 e, igualmente, alcalde mayor de Bogotá y ministro de Gobierno del presidente César Gaviria Trujillo. Después, ocupó la Embajada en México. 
Sánchez fue cabeza del movimiento Convergencia Liberal, que tiene su feudo principal en la zona de Anapoima y La Mesa, el municipio donde nació el dirigente liberal. Fue precisamente gran impulsor del desarrollo de Anapoima.
En 1995, Sánchez estuvo secuestrado durante 31 días, aparentemente por la guerrilla. Cuando fue liberado, Sánchez declaró: «Es el momento de decirle a la guerrilla cosas firmes y categóricas. Fui mamerto en la universidad y participé en luchas universitarias. Estuve de vacaciones en Sumapaz con Juan Varela y su hijo. Fui seminarista y en el seminario nos imponían los dogmas que son intocables. Por eso, aquí, con mucha fuerza patriótica, le digo al cura Pérez que deje los dogmas y los maniqueísmos.»
Murió el 29 de diciembre de 1999, por un ataque al corazón, en Anapoima (Cundinamarca).